# MASTER'D
『MASTER'D』（マスタード）は、2007年8月22日に発売された、少年カミカゼのメジャー2枚目のアルバム。

## 概要
- アルバムとしては、前作『Stukizd!!!』からおよそ1年3か月ぶり。
- 初回限定盤は、「少年カミカゼを"MASTER"!!」SaCoちゃんお手製・アルバム全曲コードブックと「少年カミカゼと"LIVE"!!」LIVE DVD「SAKURA EXPO.07-TOKYO SUMMIT-LIVE DOCUMENT」（ライブダイジェストDVD）付きで、また「少年カミカゼを"DRINK"!!」と題してワンマンライブ用少年カミカゼ・オリジナルドリンクチケット交換券が封入されている。

## 収録曲
1. L.A.U.G.H.I.N' Xchng midnightPumpkin
6thシングル。テレビ東京『スキバラ』2006年11月度エンディングテーマ。
VIVRE「ビブレ情熱バーゲン2007年冬」CMソング。
2. WINDER 〜ボクハココニイル〜
8thシングル。テレビ東京系アニメ『Over Drive』オープニングテーマ。
3. LOVE MADE 100%
伊藤園「冷梅」CMソング。
アルバム曲としては唯一のCMタイアップ曲。
フラットつきのメジャーコードが3割ほど使用されている。
4. Altair 〜キミと出逢えたこと〜
9thシングル。CBC制作/TBS系全国ネット ドラマ30『こどもの事情』主題歌。
5. 春雷
7thシングル「STAY TUNE!!」のカップリング。カンコー学生服CMソング。
6. 閃光花火
テレビ東京『スキバラ』2007年8月度エンディングテーマ。
アルバム曲としては唯一PVが作成された（千葉県で撮影）。
シャープマイナーのコードが半分近く使用されている。
7. ヤバメムーチョ 〜ichika-bachika〜
5thシングル。日本テレビ系『音楽戦士 MUSIC FIGHTER』2006年8月 POWER PLAY。
VIVRE「ビブレ情熱バーゲン2006年夏」CMソング。
8. 『君に逢いに行くときの歌2-プチゲンカ編-』
前アルバム『Stukizd!!!』収録の「君に逢いに行くときの歌」の続編。通称（公称）、「キミアイ2」。
タイトル通り、前曲ではラブラブだったカップルのちょっとしたすれ違いの日々を歌っている。
なお今回は和教のハーモニカパートはないが、南つかさのキーボードパートは継続してある。
曲の最後に「続く!?」とあるが、最後のオリジナルアルバムである「NO」にパート3は入っていなかった。
9. BUZZER BEAT CP Xchng Low-Cuts
9thシングル「Altair 〜キミと出逢えたこと〜」のカップリング「GROW」に続くLow-CutsのSHUNとSHUYAとのコラボレーション。
10. HIGH CONNECTION BOOGIE Ver.2.0
インディーズ1stミニアルバム『NEXSTAR★』収録曲のリメイク。
11. 極東インフェルノ
少年カミカゼ初のSaCoが歌っていない曲。
12. STAY TUNE!!-FM SKZ edit- Xchng GOLLBETTY
7thシングル「STAY TUNE!!」タイトル曲のリアレンジ版。DJが入っている以外は原曲と同じ。
13. グッドナイト Xchng DJ TASAKA
梅雨の夜が舞台の曲。曲全体にわたって電子音が使用されている。
もともとの曲（「Back To The Beater 〜インディーズコンプリート＆レアトラックス」収録）は冬の曲であり、雨が出てくる部分はもともと雪が当てはめられていた。
歌詞カードではCメロ後半が?マークで囲まれている。
14. ヨコシマデイズ
サンケイリビング新聞社 ブライダルマガジン『レイ ウエディング』CMソング。
15. Go home No home...
少年カミカゼ初のKENTARO作曲の曲。前アルバム『Stukizd!!!』に続き、最後の曲はバラードである（正確には『Stukizd!!!』には隠しトラックが存在する）。
2番がAメロしか存在せず、間奏を挟んでCメロからサビに入る構成である。

- クレジット
作詞:和教（M1、M2、M4〜8、M11〜M15）、SaCo＋和教（M3、M10）、SaCo＋和教＋SHUN（M9）
作曲:和教（M1〜M8、M10、M12〜M14）、少年カミカゼ＋Low-Cuts（M9）、南つかさ（M11）、KENTARO（M15）
編曲:CHOKKAKU（M1、M2、M4、M12）、SHINYA SAITO（M7）、Low-Cuts（M9、M10）、DJ-TASAKA（M13）、AKIMITSU HOMMA（M14）、少年カミカゼ（M3、M5、M6、M8、M11、M15)